# Liste der Biografien/Schlj
Liste der Biografien |
Portal Biografien |
Personensuche
# |
A |
B |
C |
D |
E |
F |
G |
H |
I |
J |
K |
L |
M |
N |
O |
P |
Q |
R |
S |
T |
U |
V |
W |
X |
Y |
Z |
?
 
Sa |
Sb |
Sc |
Sd |
Se |
Sf |
Sg |
Sh |
Si |
Sj |
Sk |
Sl |
Sm |
Sn |
So |
Sp |
Sq |
Sr |
Ss |
St |
Su |
Sv |
Sw |
Sy |
Sz
 
Sca–Sce |
Sch |
Sci–Scz
 
Scha |
Schc |
Schd |
Sche |
Schg |
Schi |
Schj |
Schk |
Schl |
Schm |
Schn |
Scho |
Schp |
Schr |
Schs |
Scht |
Schu |
Schv |
Schw |
Schy
 
Schla |
Schle |
Schli |
Schlj |
Schlo |
Schlu |
Schly
Die Liste der Biografien führt alle Personen auf, die in der deutschsprachigen Wikipedia einen Artikel haben. Dieses ist eine Teilliste mit 8 Einträgen von Personen, deren Namen mit den Buchstaben „Schlj“ beginnt.

## Schlj

### Schlja
- Schljachow, Jurij (1983–2019), ukrainischer Wasserspringer
- Schljachtenko, Natalja Sergejewna (* 1987), russische Triathletin
- Schljachturow, Alexander Wassiljewitsch (* 1947), russischer Geheimdienstoffizier, Generalleutnant des Militärgeheimdiensts Glawnoje Raswedywatelnoje Uprawlenije (GRU)
- Schljakow, Jewgeni Igorewitsch (* 1991), russischer Fußballspieler
- Schljapina, Natalja Sergejewna (* 1983), russische Fußballspielerin
- Schljapnikow, Alexander Gawrilowitsch (1885–1937), russischer Gewerkschafter und Politiker
- Schljapnikow, Andrei Wadimowitsch (* 1959), sowjetischer Sprinter

### Schljo
- Schljomin, Iwan Timofejewitsch (1898–1969), sowjetisch-russischer Generalleutnant und Held der Sowjetunion